# Argolo (Nova Viçosa)
Argolo ou Argôlo é um distrito do município brasileiro de Nova Viçosa, no estado da Bahia. Segundo o censo demográfico de 2022, realizado pelo Instituto Brasileiro de Geografia e Estatística (IBGE), sua população era de 2 396 habitantes e havia 866 domicílios particulares permanentes ocupados.
De acordo com o IBGE, em 2010 a população era de 2 990 habitantes e havia 902 domicílios particulares.
Foi criado pela lei estadual nº 628 de 30 de dezembro de 1953, então pertencente a Mucuri. Passou a pertencer a Nova Viçosa pela lei estadual nº 1.751 de 27 de julho de 1962, com a emancipação do município.
É o mais ocidental dos distritos de Nova Viçosa, ficando na BR-418, no caminho de cidades como Nanuque e Serra dos Aimorés em Minas Gerais.